# Akebi Ike
Akebi Ike är en sjö i Antarktis. Den ligger i Östantarktis. Norge gör anspråk på området. Akebi Ike ligger 27 meter över havet.